# Willy Pinto Gamboa
Willy Pinto Gamboa (Comatrana, 30 de julio de 1934 - Lima, 11 de septiembre de 1994) fue un escritor y catedrático universitario peruano. Destacó por sus trabajos de investigación sobre autores peruanos.

## Biografía
Nació en el pueblo de Comatrana, para luego establecerse en la ciudad de Ica. Cursó sus estudios escolares en el Colegio Nacional San Luis Gonzaga de Ica y en el Colegio Nacional San Martín de Pisco.
En 1955 se trasladó a Lima, para cursar Letras y Educación en la Universidad de San Marcos. Al mismo tiempo ejerció la docencia en el Colegio Nacional Nuestra Señora de Guadalupe y el Colegio Nacional Hipólito Unanue.
En 1959 ganó una beca de la Casa de la Cultura Ecuatoriana para efectuar investigaciones en Quito. En 1962 se le otorgó la beca Javier Prado, con la que viajó a España, donde hizo estudios doctorales en la Universidad Central de Madrid. Radicó seis meses en Suiza y luego viajó a Londres, donde estudió en el West London College e investigó en los archivos bibliográficos (1966-1967).
De regreso a Lima se graduó de doctor en Educación, así como en Literatura con la tesis «La sátira en Valdelomar y en Yerovi» (1968). Se consagró a la docencia en la Facultad de Letras y Ciencias Humanas de San Marcos, enseñando los cursos de literatura peruana e hispanoamericana, y metodología del trabajo intelectual. Eventualmente ejerció la docencia en otras universidades de Lima.

## Publicaciones
Publicó las siguientes obras, que giran mayormente sobre sus investigaciones de autores y temas literarios  peruanos:
- 1965: Contribución a la bibliografía de la literatura peruana en la prensa española.
- 1967: Epistolario de Rubén Darío con escritores peruanos.
- 1968: César Vallejo en España, «perfil bibliográfico».
- 1973: Semblanza y contrapunto del reportaje.
- 1977: Poesía de la guerra civil española.
- 1978: Envés y reflexión de lo huachafo (Jorge Miota: vida y obra), semblanza biográfica de Jorge Miota, introductor del vocablo huachafo en el habla peruana.
- 1981: Lo huachafo: trama y perfil, versión definitiva de la anterior obra.
- 1981: César Vallejo: en torno a España.
- 1983: Sobre fascismo y literatura, cuyo tema es la guerra civil española según el tratamiento dado por los principales diarios peruanos a dicho suceso entre 1936 y 1939.
- 1985: Manuel González Prada.
- 1986: La crónica periodística, antología.
- 1986: Valdelomar: signo e imagen.
- 1986: 50 entre 2.
- 1987: El Señor de los Milagros.
- 1987: La marinera.
- 1995: Italia de Norte a Sur, obra publicada de manera póstuma.

Colaboró con Luis Alberto Sánchez en la preparación del Repertorio bibliográfico de la literatura americana (1961-1968), impresa en cinco tomos por el fondo editorial de San Marcos.
Además, colaboró ocasionalmente en los diarios La Prensa, Expreso y la revista Caretas.